# マスクサ
マスクサというのは、道端にも生えるスゲ属の植物のひとつである。

## 特徴
マスクサ(マスクサスゲとも Carex gibba Wahlenb.)とは、単子葉植物カヤツリグサ科スゲ属の植物のひとつである。道端から山野まで、広く生育するものである。
地下茎はごく短く、わずかに横に這う。匍匐茎は出さず、まとまった株立ちになる。葉は根出状に多数出て、一部は基部の鞘が立ち上がって偽茎状になる。葉は細長く、つやがあって柔らかく、緑か黄緑である。
花茎は春に出るが、花期は長く、その後も夏まで少しずつ出る。穂は枝分かれせずに伸びて、高さ30-70cm位になる。小穂は花茎の上の方に少しずつ間を開けて5-8個ほどがつく。下の方のものほど間を開ける傾向がある。小穂の下には苞があるが、特に下方のそれは葉の部分が長くて、花茎より長くなる。株全体で見ても、根出葉よりも目立つほどになる。なお、花時には穂はかなり短くて根出葉の間に埋もれており、その後果実が熟するにつれて伸び上がってくる。
小穂はほとんど柄がなく、花茎に密着して生じる。どの小穂も同じ形で、全体の形は短くて楕円形で、雌花の果胞が密生している。一見では分かりにくいが、基部にわずかに雄花が着いている。つまり、すべての小穂が雌雄性になっている。ただし、雄花部はほとんど鞘に隠れる位置にあり、外見的には雌花の方しか見えない。
果胞は3-3.5mm、偏平で円形に近い披針形、中央より先の部分の外側は鰭状になっている。雌しべは先端が三裂している。

## 分布と成育環境

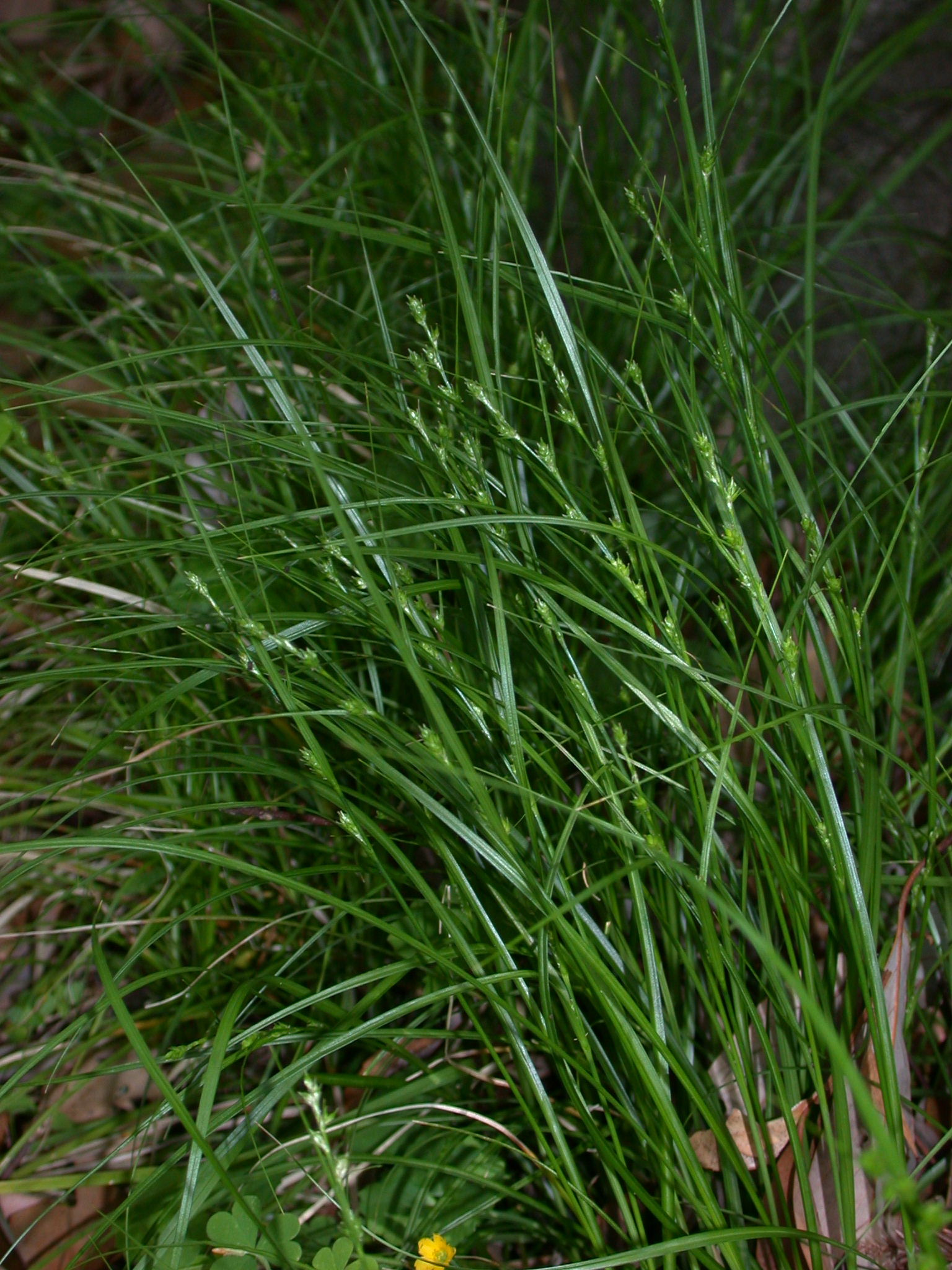
マスクサ（やや日影の株）

本州から九州までの日本本土と、朝鮮、中国に分布する。
市街地ではあまり見ないが、農村では道端から山林の脇まで見られるほか、山間部でも林道脇や河原など、やや撹乱のある場所で見かける。日なたでは黄色っぽくなったり、日陰では繊細で鮮やかな緑をしていたりと変化が多い。あるいは踏み付けのある場所では押し潰されたような姿で花茎を伸ばしているのも見られる。

## 類似種
特によく似ているのがヤブスゲ(C. rochebrunii Franch. et Savat.)である。全体に非常によく似ているが、花は全く異なっている。果胞は幅が狭く狭卵形で4mmを越え、柱頭は2つに分かれる。本州と四国に分布する。マスクサと間違われて報告されたことが多く、普通種のように言われたこともあるが、実際にはまれなものである。これに似たイトヒキスゲ(C. remotiuscula Wshlenb.)は、本州の高地と北海道に分布するものである。
タカネマスクサ(C. planata Franch. et Savat.)もよく似ている。北海道から九州の山間部で湿った場所に生育する種で、小穂が丸く膨らみ、やや淡い色になる。果胞の形はマスクサとやや似るが、柱頭はやはり2裂。

## 分類
このスゲは、他の代表的なスゲ、例えばアオスゲやカンスゲ、カサスゲなどとは随分異なる姿をしている。多くのスゲが先端に雄小穂、側面に雌小穂を持つのに対して、小穂はすべてが同じ形で、太短いものを多数柄に密着してつける。このような特徴を持つものをまとめてスゲ属の中でマスクサ亜属とする。マスクサはこの類では日本で最も普通種のひとつである。
さらにタカネマスクサやヤブスゲなど、ごく似た姿の種と合わせてマスクサ節とすることもあるが、それらの種は、他の点ではよく似ているが、柱頭は2で、この点がマスクサとは異なるため、別の節とする説もある。狭義の場合、日本ではマスクサ節にはこの種だけが含まれる。
広義の場合、さらに多くの種をこの節に含める。保育社の『原色日本植物図鑑』では以下の種をこれに含めている。それぞれ『日本のスゲ』では以下の（）内のように細分されている。
クロカワズスゲ（クロカワズスゲ節）
アサマスゲ・ツルスゲ・ウスイロスゲ（ウスイロスゲ節）
クリイロスゲ（クリイロスゲ節）
ミコシガヤ・オオカワズスゲ・ヒメミコシガヤ・ミノボロスゲ・キビノミノボロスゲ（ミノボロスゲ節）
マスクサスゲ（マスクサ節）
キタノカワズスゲ・カワズスゲ（カワズスゲ節）
ヤブスゲ・イトヒキスゲ・タカネマスクサ・ホスゲ（ヤブスゲ節）
ヤガミスゲ（ヤガミスゲ節）
カヤツリスゲ（カヤツリスゲ節）
ヤリスゲ・カンチスゲ（カンチスゲ節）
エゾノコウボウムギ・コウボウムギ（コウボウムギ節）